# 산내로 (금산 대전)
산내로(Sannae-ro)는 충청남도 금산군 추부면 마전리에서 대전광역시 동구 대성동까지 이르는 대전광역시도 및 금산군도로, 총 연장은 14.158km이다. 도로의 명칭이 유래된 것은 지역 명칭을 활용하였기 때문이다.

## 역사
- 2009년 7월 10일 : 도로명으로 산내로를 고시

## 주요 경유지
- 충청남도 금산군
  - 추부면 (마전리)
- 대전광역시 동구
  - 하소동 - 상소동 - 삼괴동 - 구도동 - 낭월동 - 대성동

## 접촉하는 도로
- 대전로 (국도 제17호선)
- 곤룡로
- 금산로 (국도 제17호선)
- 하소로
- 하소중로
- 하소남로
- 대학로

## 주요 건물 및 시설
- 만인산푸른학습원 (산내로 106/하소동 460-2)
- 제2시립노인전문병원 (산내로 300/하소동 425-3)
- 에이스산업 (산내로 320/하소동 432-1)
- 하이넷코리아공업사 (산내로 346/하소동 337-2)
- 청복 (산내로 369/하소동 932)
- 대전중소유통물류센터 (산내로 385/하소동 922)
- 현대농원 (산내로 500/상소동 1061-8)
- 산흥초등학교 (산내로 509/상소동 662-1)
- 자연꽃농장 (산내로 651/상소동 155)
- 산내뜰식물원 (산내로 1214/구도동 144-8)
- 우성운수 (산내로 1267/낭월동 621)
- 산내초등학교 (산내로 1292/낭월동 632)
- 낭월동우체국 (산내로 1323/낭월동 458)
- 산내농협하나로마트 (산내로 1324/낭월동 190-5)
- 남대전e편한세상 (산내로 1330/낭월동 723)
- 오투그란데아파트 (산내로 1375/낭월동 304)

## 터널
- 추부터널